# Qidong (Hengyang)
Der Kreis  Qidong (chinesisch 祁东县, Pinyin Qídōng Xiàn) ist ein Kreis in der chinesischen Provinz Hunan. Er gehört zum Verwaltungsgebiet der bezirksfreien Stadt Hengyang (衡阳市). Qidong hat eine Fläche von 1.871 km² und zählt 969.700 Einwohner (Stand: Ende 2018). Sein Hauptort ist die Großgemeinde Hongqiao (洪桥镇).

## Administrative Gliederung
Auf Gemeindeebene setzt sich der Kreis aus neunzehn Großgemeinden und vier Gemeinden zusammen. 　　